# Reguła Mistrza

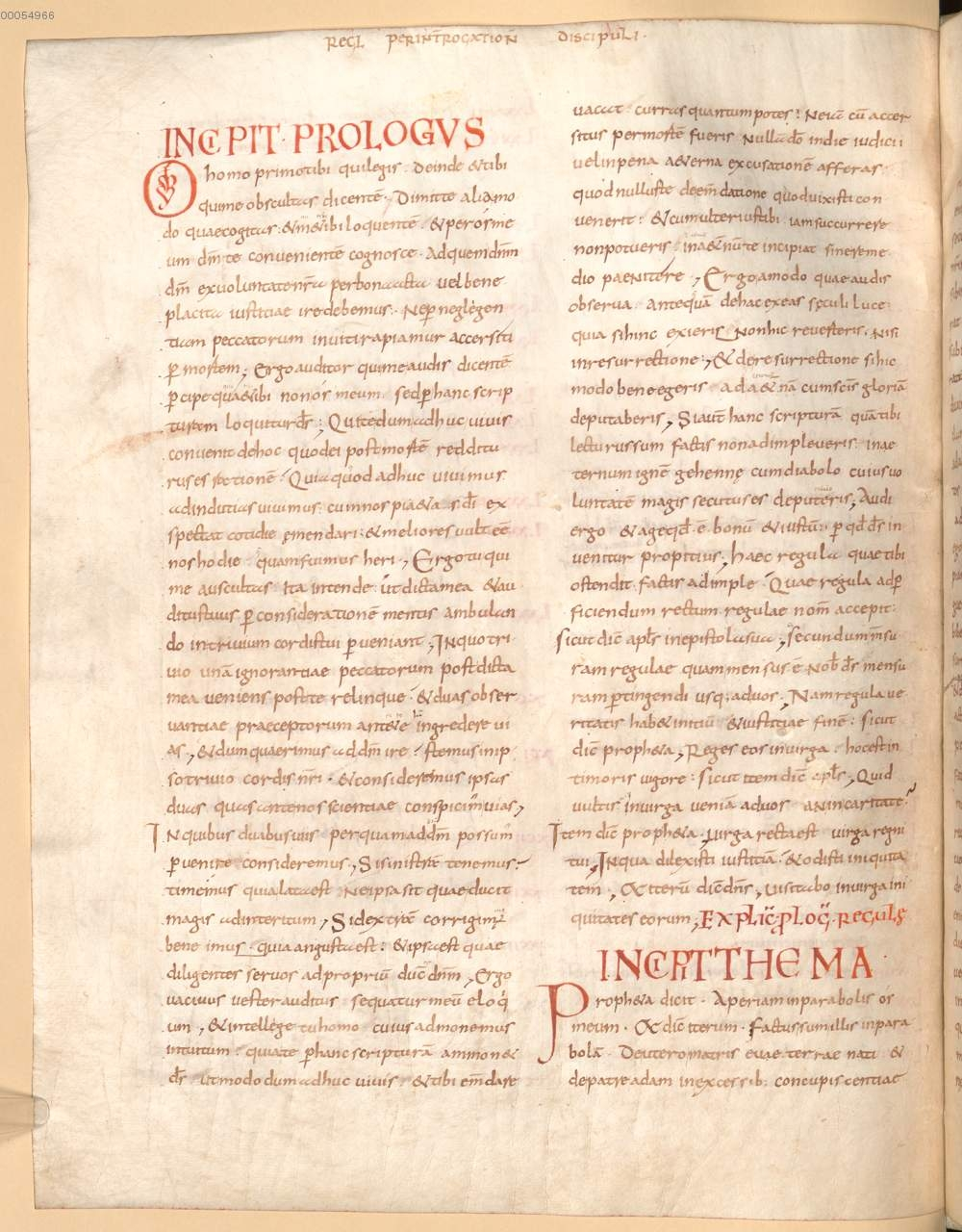
Początek Reguły Mistrza w rękopisie z pierwszej połowy IX wieku, spisanym w Akwizgranie. Bayerische Staatsbibliothek, Monachium, sygnatura BSB Clm 28118

Reguła Mistrza (łac. Regula Magistri) – anonimowa reguła zakonna napisana najprawdopodobniej w pierwszej połowie VI wieku; uważana za jedno ze źródeł, na których oparł się Benedykt z Nursji, pisząc Regułę benedyktyńską.

## Rękopisy
Zachowały się trzy rękopisy zawierające całość tekstu Reguły Mistrza. Najstarszy z nich, przechowywany w Bibliothèque nationale de France w Paryżu, datowany jest na koniec VI lub początek VII wieku. Prawdopodobnie został skopiowany w skryptorium Kasjodora. Rękopis ten jedyny przekazał Regułę jako odrębny, samodzielny tekst.
Następny z rękopisów został spisany w opactwie Kornelimünster pod Akwizgranem w pierwszej połowie IX wieku. Natomiast ostatni rękopis powstał w klasztorze w Gaesdonck w roku 1466. Reguła Mistrza w tych rękopisach jest częścią Kodeksu reguł (Codex Regularum) Benedykta z Aniane. Ponadto zachowało się kilkanaście innych rękopisów, w których znajdują się – niekiedy obszerne – fragmenty tekstu.

## Zawartość
W Regule spisano zasady życia zakonników w konkretnym, niewymienionym z nazwy, klasztorze liczącym 26 mnichów. Na czele klasztoru stał – niebędący kapłanem – opat, któremu w zarządzaniu pomagali dwaj prepozyci i szafarz. Mnisi mieli dzień wypełniony modlitwami, pracą i lekturą.
Dzieło jest bardzo obszerne, trzy razy dłuższe od Reguły Benedykta. Napisane zostało w formie dialogu. Każdy rozdział zaczyna się od pytania uczniów (interrogatio discipulorum), po czym następuje schematyczny początek odpowiedzi „Pan odpowiedział przez Mistrza” (respondit Dominus per Magistrum) i treść pouczenia. Pytania ułożone zostały rzeczowo, a całe dzieło posiada uporządkowaną strukturę. Język Mistrza odbiega bardziej od łaciny klasycznej niż język Benedykta.

## Znaczenie
Reguła Mistrza była uważana przez wieki za obszerne rozwinięcie Reguły benedyktyńskiej. W 1938 roku Augustin Genestout, uczony z Solesmes, wysunął i uzasadnił tezę, że jest ona wcześniejsza od benedyktyńskiej i stanowiła dla tej drugiej wzór. Wywołało to długoletni spór, w którym obok argumentów naukowych padały też bardzo emocjonalne. We współczesnej nauce uważa się tezę Genestouta za udowodnioną.
Powstanie Reguły Mistrza datuje się na pierwszą połowę VI wieku, najczęściej na lata 500–530. Najwięcej zwolenników wśród uczonych ma hipoteza, że jej tekst został napisany w środkowej Italii, w okolicach Rzymu. Niektórzy badacze umieszczają klasztor w niej opisany w południowej Galii, być może na wyspie Lérins, uzasadniając swoje stanowisko argumentami językowymi.
Benedykt z Nursji użył Reguły Mistrza jako źródła dla własnej pracy. Mimo różnic językowych i odmiennych form literackich obu dzieł, zachodzą między nimi liczne analogie. Benedykt wykorzystał strukturę Reguły Mistrza, zachowując kolejność omawianej problematyki. Znacznie skrócił większość tekstu napisanego przez Mistrza, zaś kilka interesujących go rozdziałów rozwinął. Zmienił też merytorycznie fragmenty, z którymi się nie zgadzał lub które nie odpowiadały zwyczajom panującym na Monte Cassino. Podstawowa różnica między obu dziełami wynika z faktu, że Mistrz napisał swoją Regułę dla jednego, konkretnego klasztoru, podczas gdy Benedykt nadał własnemu dziełu charakter uniwersalny.

### Wydanie
- La Règle du Maître. W: Sources Chrétiennes, vol. 105-107. Adalbert de Vogüé(inne języki) (wyd.). Paryż: Cerf, 1964–1965. Brak numerów stron w książce

### Tłumaczenie polskie
- Reguła Mistrza. W: Reguła Mistrza. Reguła świętego Benedykta. Tomasz Maria Dąbek (przekł.). Kraków: Tyniec. Wydawnictwo Benedyktynów, 2006, s. 75–371, seria: Źródła monastyczne 40. ISBN 978-83-7354-163-4.

### Literatura
- Adalbert de Vogüé(inne języki): Reguła Mistrza. W: Reguła Mistrza. Reguła świętego Benedykta. Kraków: Tyniec. Wydawnictwo Benedyktynów, 2006, s. 11–49. ISBN 978-83-7354-163-4.
- Tomasz Maria Dąbek: Reguła Mistrza a Reguła świętego Benedykta. W: Reguła Mistrza. Reguła świętego Benedykta. Kraków: Tyniec. Wydawnictwo Benedyktynów, 2006, s. 51–103. ISBN 978-83-7354-163-4.